# Hélène Rey
Hélène Rey (Brioude, França, 13 de març de 1970) és una economista, investigadora i professora universitària francesa.
És professora de la London Business School, on ocupa la posició de Lord Bagri Professor d'Economia. Forma part de la British Academy, de l'Econometric Society i de l'European Economic Association. Fa recerca com a investigadora de la xarxa europea CEPR i també és investigadora associada de l'organització nord-americana NBER (National Bureau of Economic Research).
Fins al 2007 exercí com a professora d'Economia i Afers Internacionals al Departament d'Economia de la Universitat de Princeton, i a la Woodrow Wilson School. El 2005 va rebre la beca Sloan Research. Ha rebut nombrosos premis, entre els quals el premi Bernácer (2007), el premi inaugural Birgit Grodal de l'Associació Econòmica Europea (2012), el premi Yrjö Jahnsson, compartit amb Thomas Piketty (2013), el premi Carl Menger inaugural (2014); i el Premi Fundació Edouard Bonnefous (Académie des Sciences Morales et Politiques) (2015). És membre de l'Acadèmia Britànica, de la Societat Economètrica, de l'Associació Econòmica Europea i de l'Acadèmia Americana de les Arts i les Ciències. Entre 2008 i 2015 va formar part del directori de The Review of Economic Studies, i és editora associada de la revista American Economic: Macroeconomics. És investigadora del Centre d'Investigació en Polítiques Econòmiques (CEPR) i investigadora associada a la National Bureau of Economic Research (NBER). És membre de l'Haut Conseil de stabilité financière (Autoritat Macroprudencial Francesa), de la Commission économique de la Nation i del Grup Bellagio sobre l'economia internacional.
La seva recerca se centra en els determinants i conseqüències dels desequilibris comercials i financers externs, la teoria de les crisis financeres i l'organització del sistema monetari internacional. Va demostrar en particular que les posicions brutes d'actius externs dels països ajuden a predir els ajustaments i els tipus de canvi del compte corrent. Ha publicat articles en nombroses revistes, en particular The Review of Economic Studies, l'American Economic Review, The Quarterly Journal of Economics i Journal of Political Economy.